# Stefan Karadjovo, Iambol
Stefan Karadjovo (în bulgară Стефан Караджово) este un sat în comuna Bolearovo, regiunea Iambol,  Bulgaria. 

## Demografie
Componența etnică a satului Stefan Karadjovo
     Bulgari (62,06%)
     Romi (16,73%)
     Nicio identificare (21,2%)
     Altele (0,58%)
La recensământul din 2011, populația satului Stefan Karadjovo era de 514 locuitori. Din punct de vedere etnic, majoritatea locuitorilor (62,06%) erau bulgari, cu o minoritate de romi (16,73%). Pentru 21,2% din locuitori nu este cunoscută apartenența etnică.